# Réserve de parc national Akami-Uapishkᵘ–KakKasuak–Monts-Mealy
La réserve de parc national Akami-Uapishkᵘ–KakKasuak–Monts-Mealy (anglais : Akami-Uapishkᵘ-KakKasuak-Mealy Mountains National Park Reserve ) est un parc national du Canada située au sud du lac Melville à Terre-Neuve-et-Labrador. Ce parc de 10 700 km2 a été créé en 2015 à la suite de la signature de l'entente de transfert des terres entre le gouvernement de Terre-Neuve-et-Labrador et Parcs Canada.

## Nom
Akami-Uapishkᵘ est le nom des monts Mealy en innu-aimun, signifiant « monts Blancs », et KakKasuak leur nom en inuttitut, signifiant « montagne » (aussi écrit ĸakĸaksuak et composé de KakKak ou ĸakĸak, « colline, montagne », et du suffixe augmentatif -suak).